# Acer tetramerum
Acer tetramerum é uma espécie de árvore do gênero Acer, pertencente à família Aceraceae.